# Bodo Meier
Bodo Meier (* 1949 in Siegen) ist ein deutscher Maler und Pädagoge.
Nach dem Schulbesuch an einem Gymnasium im Siegerland, an dem sein dortiger Kunsterzieher der Maler Willi Schütz war, studierte Meier von 1970 bis 1974 Anglistik, Amerikanistik und Kunstpädagogik. Von 1988 bis 1992 folgte ein weiteres Studium der Biologie. Bodo Meier war ab 1978 selbst als Lehrer in den Fächern Kunst, Chemie und Biologie an der Geschwister-Scholl-Schule, einer Hauptschule im Siegener Stadtteil Geisweid tätig. Zudem arbeitete er als Dozent für Maltechniken an der Volkshochschule (VHS). Der Landschafts- und Tiermaler ist Illustrator für das Jagdmagazin Wild und Hund. Zudem illustrierte er das Buch Wild Heart of Africa von Rolf D. Baldus und liefert Beiträge für das Wildlife Art Magazine. Meier selbst, der sowohl nationale als auch internationale Ausstellungen vorweisen kann, veröffentlichte 1996 das mittlerweile bereits in dritter Auflage erschienene Buch Tiere in Aquarell im Ravensburger Verlag. Zudem stammt der 1999 erstmals erschienene Kalender Wildleben aus seiner Feder. 2007 wurde er seitens des Internationalen Rates zur Erhaltung des Wildes und der Jagd (CIC) mit einem Kunstpreis ausgezeichnet. Von Meier stammt auch das 2008 gestaltete Emblem des für besondere Leistungen zur Biodiversität und zum Artenschutz zur Verleihung vorgesehenen Markhor-Preises. Im Januar 2012 erschien sein Buch Mal-Reise in die Serengeti, eine gemalte Reise-Beschreibung, im Christophorus-Verlag.
Bodo Meier, Vater dreier erwachsener Kinder, lebt in Bonn-Ippendorf. Dort arbeitet er seit 2007 als freischaffender Künstler und Illustrator.